# Seoca (gmina Andrijevica)
Seoca (cyr. Сеоца) – wieś w Czarnogórze, w gminie Andrijevica. W 2011 roku liczyła 107 mieszkańców.